# Stephanie Jenal
Vous pouvez partager vos connaissances en l’améliorant (comment ?) selon les recommandations des projets correspondants.
Stephanie Jenal, née le 9 mars 1998, est une skieuse alpine suisse des Grisons.

## Biographie
Le 4 février 2018 à Davos, elle prend la 3e place des championnats du monde juniors de super-G,,.
Au printemps 2021, elle gagne le Super G de Coupe d'Europe à Zinal, remporte deux médailles de bronze aux championnats de Suisse (en descente et Super G) puis prend la 2e place du classement général de la Coupe d'Europe de super-G.  
En décembre 2021, elle marque ses premiers points en Coupe du monde en décrochant la 16e place au super-G de Saint-Moritz. Elle prend également la 25ème place du Super G de Cortina en janvier 2022 qui est marqué par la grosse chute de Sofia Goggia. 
En mars 2022, elle se déchire partiellement le ligament interne du genou gauche à l'entraînement, une blessure ne nécessitant pas d'opération mais une rééducation de plusieurs semaines,,,,.
En 2023, elle prend la 7e place du classement de la coupe d'Europe de descente et la 10e de celle de super G. Le 10 mars 2023 elle décroche son premier top-10 en coupe du monde en se classant 10e dans le super G de Kvitfjell. Fin mars elle devient double vice-championne de Suisse de descente et de super G à Verbier,.
En 2023-2024, elle obtient le meilleur résultat de sa saison de coupe du monde avec une 12e place dans le super G d'Altenmarkt en janvier 2024.
Fin janvier 2025, elle se blesse lors du deuxième entrainement de la descente de Garmisch-Partenkirchen (genou gauche) et met fin à sa saison,.

## Palmarès

### Coupe du Monde
- Premier départ : 14 décembre 2019, Super G de St-Moritz, abandon
- Premier top-30 : 12 décembre 2021, Super G de St-Moritz, 16e[20],[21]
- Meilleur résultat : 10e au  super G de Kvitfjell le 5 mars 2023

- Meilleur classement général : 73e en 2023 avec 64 points.
- Meilleur classement de descente : 34e en 2023 avec 32 points
- Meilleur classement de super G : 35e en 2023 avec 32 points.

#### Classements
| Saison / Épreuve | Saison / Épreuve | Général | Général | Descente | Descente | Super G | Super G | Géant  | Géant  | Slalom | Slalom | Combiné | Combiné |
| ---------------- | ---------------- | ------- | ------- | -------- | -------- | ------- | ------- | ------ | ------ | ------ | ------ | ------- | ------- |
| Saison / Épreuve | Saison / Épreuve | Class.  | Points  | Class.   | Points   | Class.  | Points  | Class. | Points | Class. | Points | Class.  | Points  |
| 2022             | 2022             | 105e    | 21      | -        | -        | 43e     | 21      | -      | -      | -      | -      | -       | -       |
| 2023             | 2023             | 73e     | 64      | 34e      | 32       | 35e     | 32      | -      | -      | -      | -      | -       | -       |
| 2024             | 2024             | 89e     | 36      | 38e      | 14       | 42e     | 22      | -      | -      | -      | -      | -       | -       |

### Coupe d'Europe
- Première course : 15 décembre 2016, géant d'Andalo, DNF1[22].
- Premier top-30 : 16 janvier 2017, géant de Zinal, 18e.
- Premier top-10: 17 février 2019, descente de Crans-Montana, 9e.
- Première victoire (et premier podium) : 4 janvier 2021, Super G de Zinal[23],[24].
- 4 podiums, dont 1 victoire[22].

.
- Meilleur classement général : 14e en 2021[14].
- Meilleur classement de Super G : 2een 2021[14].
- Meilleur classement de descente : 7e en 2023[14].

| Saison / Épreuve | Saison / Épreuve | Général | Général | Descente | Descente | Super G | Super G | Slalom géant | Slalom géant | Slalom | Slalom | Combiné | Combiné |
| ---------------- | ---------------- | ------- | ------- | -------- | -------- | ------- | ------- | ------------ | ------------ | ------ | ------ | ------- | ------- |
| Saison / Épreuve | Saison / Épreuve | Class.  | Points  | Class.   | Points   | Class.  | Points  | Class.       | Points       | Class. | Points | Class.  | Points  |
| 2017             | 2017             | 53e     | 139     | -        | -        | 21e     | 72      | 32e          | 51           | 77e    | 5      | 40e     | 11      |
| 2018             | 2018             | 52e     | 138     | -        | -        | 35e     | 34      | 23e          | 82           | -      | -      | 20e     | 22      |
| 2019             | 2019             | 59e     | 150     | 15e      | 119      | 38e     | 22      | -            | -            | -      | -      | 32e     | 9       |
| 2020             | 2020             | 33e     | 192     | 15e      | 93       | 14e     | 90      | -            | -            | -      | -      | 33e     | 9       |
| 2021             | 2021             | 14e     | 334     | 8e       | 84       | 2e      | 250     | -            | -            | -      | -      | -       | -       |
| 2022             | 2022             | 156e    | 14      | -        | -        | 38e     | 14      | -            | -            | -      | -      | -       | -       |
| 2023             | 2023             | 19e     | 398     | 7e       | 207      | 10e     | 191     | -            | -            | -      | -      | -       | -       |
| 2024             | 2024             | 63e     | 116     | 24e      | 80       | 34e     | 36      | -            | -            | -      | -      | -       | -       |

### Championnats du monde juniors
| Épreuve / Édition          | Descente | Super G | Slalom géant | Combiné |
| Mondiaux 2017 Åre          | -        | 26e     | DNF1         | 20e     |
| Mondiaux 2018 Davos        | 20e      | Bronze  | DNF2         | 30e     |
| Mondiaux 2019 Val di Fassa | 4e       | 9e      | -            | 18e     |

### Championnats de Suisse

#### Élite
| Édition / Epreuve                   | Descente | Super-G | Slalom géant | Slalom | Super combiné |
| ----------------------------------- | -------- | ------- | ------------ | ------ | ------------- |
| 2021 Anniviers / Saint-Luc (Valais) | Bronze   | Bronze  | 10e          | -      | 6e            |
| 2023 Verbier                        | Argent   | Argent  | -            | -      | -             |

#### Jeunes

##### Juniors U21 (moins de 21 ans)
2016 :
- Championne de Suisse de Slalom Géant à Meiringen.

2017 :
- Championne de Suisse de Combiné à Zinal.

2018 :
- Vice-championne de Suisse de Super G à Zinal.